# Adjektiv
Ein Adjektiv oder Eigenschaftswort ist ein Wort, das ohne weiteres ein Substantiv modifizieren, d. h. als Attribut fungieren kann, unbeschadet der Möglichkeit, dass es noch andere Funktionen im Satz wahrnehmen kann. Typische Adjektive bezeichnen Eigenschaften wie ‚gut‘ und Zustände wie ‚nass‘.
Den Adjektiven vieler Sprachen sind folgende Funktionen gemeinsam:
1. Sie verbinden sich definitionsgemäß mit einem appellativen Substantiv zu einer endozentrischen Konstruktion, wie in schneller Gepard. Das Adjektiv fungiert hier als Attribut.
2. Sie bilden, oft mithilfe einer Kopula, das Prädikat eines Satzes, wie in der Gepard ist schnell. Das Adjektiv fungiert hier als Prädikatsnomen.
3. Sie modifizieren ein Verb, wie in der Gepard läuft schnell. Das Adjektiv fungiert hier als adverbiale Bestimmung.[1]

In einer allgemeinen Systematik der Wortarten kann das Adjektiv in eine mittlere Position zwischen Substantiv und Verb eingeordnet werden. Im Japanischen gibt es zwei Arten von Adjektiven, ein mehr substantivartiges und ein mehr verbartiges (s. u.). In Sprachen wie dem Lateinischen, wo das Adjektiv die meisten grammatischen Eigenschaften mit dem Substantiv teilt, kann es mit diesem unter dem Oberbegriff des Nomens zusammengefasst werden. In solchen Sprachen kann das Adjektiv ähnlich wie ein Substantiv deklinieren.
Das Adjektiv kann mit dem Bezugsnomen in morphologischen Kategorien wie Genus, Numerus und Kasus kongruieren und tut das oft in der ersten, manchmal auch in der zweiten obigen Funktion. In der dritten Funktion wird es in einigen Sprachen zum Adverb abgeleitet. Z.B. tritt in der italienischen Fassung des ersten und des zweiten Beispiels das Adjektiv veloce „schnell“ auf, in der des dritten Beispiels jedoch das Adverb velocemente.
Eine Eigenschaft oder ein Zustand können in höherem oder geringerem Maße auf eine Entität zutreffen. Daher sind Adjektive im Allgemeinen durch Begriffe wie ‚mehr‘, ‚höchst‘ u. ä. modifizierbar. In einigen, insbesondere indogermanischen Sprachen ist diese Funktion in die morphologische Kategorie der Komparation umgesetzt: typische Adjektive sind steigerbar, wie schnell – schneller – am schnellsten.

## Begriff und Terminus
Der Begriff des Adjektivs wurde zuerst für das Altgriechische geprägt. Der Terminus lautet bei Dionysius Thrax (2. Jh. v.Ch.; Tékhnē grammatikḗ § 14) altgriechisch [ὄνομα] ἐπίθετον [ónoma] epítheton „hinzugefügtes Nomen“. Das Adjektiv fällt hier unter einen weiten Begriff von ‚Nomen‘, der u. a. noch Substantive, Pronomina und Zahlwörter umfasst. Die römischen Grammatiker übernehmen diesen Begriff des Nomens für das Lateinische; allerdings betrachtet erst Priscian (um 500 n.Ch.; Institutio de arte grammatica, GL 2: 58) das [nomen] adiectivum, ebenfalls „beigefügtes [Nomen]“, als eine eigene Klasse von Nomen, genauer: als eine Art von nomen appellativum. Erst in Grammatiken moderner europäischer Sprachen gilt das Adjektiv als eigene Wortart neben dem Substantiv.
In der Schulgrammatik wird das Adjektiv auch Eigenschaftswort oder Beiwort genannt, in der Grundschule auch Wiewort („Wie ist etwas?“).  Allerdings kann das Adjektiv nicht definiert werden als ein Wort, das eine Eigenschaft bezeichnet. Denn nicht nur Adjektive wie schön, sondern auch Substantive wie Schönheit bezeichnen eine Eigenschaft. Überdies gibt es Sprachen, in denen Eigenschaften ausschließlich durch Substantive oder durch Verben bezeichnet werden (s. u.).
In der eingangs gegebenen Definition ist die Bedingung „ohne weiteres“ wichtig. Wenn man sie fallen lässt, können Wörter vieler Wortarten als Attribut fungieren. Z.B. lässt sich von dem Verb laufen das Partizip laufend bilden, und dieses ist Attribut in laufendes Verfahren.

## Adjektiv und Adverb
Nach der traditionellen Wortartenlehre werden die Wortarten Adjektiv und Adverb (Umstandswort) unterschieden. Adverbien werden nie flektiert, gelegentlich aber gesteigert. Vereinzelt werden Adverbien von Adjektiven nicht als Kategorie unterschieden, sondern als „Adjektive im weiteren Sinn“ zusammengefasst.
Adjektive können in allen drei oben genannten Funktionen auftreten. Für Adverbien ist die dritte Funktion primär. Die erste und zweite Funktion können sie in vielen Sprachen gar nicht oder sonst unter anderen Bedingungen als Adjektive einnehmen. Z.B. steht in das Fest heute das attributive Adverb hinter dem Substantiv, in das heutige Fest das attributive Adjektiv jedoch vor dem Substantiv.

## Das Adjektiv in der deutschen Sprache
In der deutschen Grammatik lassen sich Adjektive durch folgende morphologische Eigenschaften von anderen Wortarten unterscheiden:
1. Adjektive haben kein festes Genus, sondern treten je nach Bezug mit unterschiedlichem Genus auf (Abgrenzung zu Substantiven).
2. Adjektive werden dekliniert (Abgrenzung zu nicht-deklinierbaren Wortarten wie Adverbien usw.).
3. Adjektive lassen sich steigern (Abgrenzung zu Pronomen).

Allerdings gibt es neben den typischen Adjektiven, die alle drei Eigenschaften haben, auch solche, die nicht dekliniert oder gesteigert werden; s. u. Diese sind nach syntaktischen Kriterien nichtsdestoweniger auch Adjektive.

### Formenlehre

#### Beugung (Flexion)
Adjektive können ihrer Form nach verändert (gebeugt, flektiert, d. h. hier dekliniert) werden. Sie flektieren nach Genus, Kasus, Numerus und Determiniertheit.
Die Flexion nach Determiniertheit ist typisch für viele germanische Sprachen. In der traditionellen Grammatik, die sich stark am Modell des Lateinischen orientiert, wurde sie oft vernachlässigt, denn das Lateinische kennt keine Determiniertheit. Die Flexion nach Determiniertheit äußert sich darin, dass Adjektive in bestimmten Nominalphrasen andere Endungen erhalten als in unbestimmten. Bei jedem Adjektiv gibt es also zwei Formen von Endungen, nämlich starke und schwache, wobei manche Grammatiken mit der gemischten Flexion ein zusätzliches, drittes Paradigma veranschlagen.
- Beispiel: (stark:) heißer Ofen; (gemischt:) ein heißer Ofen; (schwach:) der heiße Ofen

#### Steigerung (Komparation)
Die meisten Adjektive der deutschen Sprache können gesteigert werden. Dieser Vorgang heißt Komparation:
- Positiv: schön
- Komparativ: schöner
- Superlativ: am schönsten

Das geht auch mit substantivierten Adjektiven: der/die/das Schöne, Schönere, Schönste.
Es gibt auch Adjektive, bei denen zum Steigern der Wortstamm gewechselt wird:
- gut, besser, am besten;
- viel, mehr, am meisten.

Viele Fremdwörter und entlehnte Farbbezeichnungen, etwa rosa, können weder dekliniert noch gesteigert werden (unveränderliche Adjektive). Andere Adjektive, etwa Bezeichnungen absoluter Eigenschaften wie schwanger, tot (Absolutadjektive) können zwar dekliniert, jedoch nicht gesteigert werden. Hingegen können Farbbezeichnungen wie blau auch gesteigert werden, da sie keine absolute Eigenschaft beschreiben.
Abstufungen der Eigenschaften können manchmal auch mit Hilfswörtern erreicht werden (besonders häufig kommt das in Form der quasi-adverbialen Qualifizierung adjektivischer Partizipien vor). Außer einer Verstärkung der Eigenschaften lässt sich so auch eine Abschwächung erreichen: mehr offenbar, am meisten gehört, weniger bedeutsam, besonders nichtssagend, voller geformt, am weitesten oben, am stärksten verbrannt, stärker orange, schwächer grün, am wenigsten sauber.
In Dialekten und in der Umgangssprache werden auch sonst nicht komparierbare Wörter gesteigert oder Adverbien als Adjektive gebraucht: rosa – rosaner.
Andere Sprachen kennen auch den Elativ (auch „absoluter Superlativ“) als weitere Steigerungsstufe, der jedoch keinen Vergleich ausdrückt und im Deutschen mit „sehr“, „äußerst“, „höchst“ usw. umschrieben wird. Im Italienischen wird er, ebenso wie der Superlativ, mit dem Morphem -issim- gebildet. Z. B. bellissimo: Wenn als Superlativ verwendet ‚der schönste‘, wenn als Elativ verwendet ‚sehr schön‘, ‚am allerschönsten‘. Ob die Form als Superlativ oder als Elativ aufzufassen ist, erschließt sich nur durch den Kontext. Siehe dazu auch den Abschnitt Intensivierende Komposita.

### Satzlehre

#### Syntaktische Funktion
Die Wortart Adjektiv ist unabhängig von ihrer syntaktischen Funktion. Das Adjektiv kann syntaktisch in vier Verwendungen vorkommen:
- attributiv (Adjektivattribut) – Beifügung zu einem Substantiv oder Adjektiv: „Sie hatte braune Augen.“
- prädikativ – in Verbindung mit sein, werden, bleiben und wenigen ähnlichen Verben: „Er war neugierig. Er blieb immer freundlich.“
- als freie Prädikativa – zum Subjekt oder zum Objekt in Verbindung mit anderen Verben: „Italiener trinken den Kaffee schwarz“ (Der Kaffee ist schwarz), „Wir fahren fröhlich nach Hause“ (Wir sind fröhlich).
- modal-adverbial: „Sie singt schön.“ (Die Art und Weise, wie sie singt – schön bezieht sich auf singen.)
- satz-adverbial: „Er weint schnell.“ (Es kommt schnell dazu, dass er weint – schnell ist hier keine Angabe der Art und Weise zum Verb „weinen“.)

#### Satzstellung
Im Deutschen können „nur Adjektive zwischen definitem Artikel und Substantiv stehen“ – sofern Grundzahl- und Ordnungszahlwörter als Adjektive angesehen werden.

### Semantik

#### Semantische Funktion
Adjektive werden in semantischer Hinsicht unterschiedlich eingeteilt.
Verbreitet ist die Einteilung in
- Eigenschaftswörter (im engeren Sinn) (auch: qualifizierende Adjektive);
- Beziehungsadjektive (auch: relationale Adjektive);
- Zahladjektive (auch: quantifizierende Adjektive).
- Expressive Adjektive wie z. B. verdammt oder verflixt.[7]

#### Stellung im deutschen Wortschatz
Adjektive machen etwa ein Sechstel des gesamten deutschen Wortschatzes aus. Die meisten leiten sich aus Substantiven (sprunghaft, fleißig, ruhig, geschickt, ekstatisch, arthritisch), Verben (kichernd, klebrig) und Präpositionen (äußer, hinter, inner, ober, unter, vorder) ab oder entstehen durch Zusammensetzungen von Adjektiv und …
- anderen Adjektiven (lautstark)
- Substantiven (schwungvoll, bildschön)
- Verben (laufstark)
- Suffixen wie -bar, -haft, -ig, -isch, -lich, -los, -sam, -en, -ern
- Präfixen (be-, ge-, un-).

Abgesehen von den Farben (blau, blond, braun, gelb, grau, grün, rot, schwarz, weiß) und verschiedenen Fremd- und Lehnwörtern (aktiv, beige, cool, fair, fidel, fix, fit, kaputt, krude, lax, lila, pink, prüde, pur, quitt, rosa, schick, simpel, super) gibt es nur etwa 250 „primäre“ (eigenständige) Adjektive im Deutschen, darunter:
- albern alt arg arm bang(e) bar barsch bieder bitter blank blass blind blöd(e) bloß bös(e) brach brav breit bunt derb deutsch dicht dick doof drall dreist dünn dürr düster dumm dumpf dunkel eben echt edel eigen eitel elend eng ernst fad(e) fahl falsch faul feig(e) fein feist fern fesch fest fett feucht fies finster firn flach flau flink flott forsch frech frei fremd froh fromm früh ganz gar geil gell glatt gleich gram greis(e) grell grimm grob groß gut halb hager harsch hart hehr heikel heil heiser heiß heiter hell(e) herb hoch/hoh hohl hold hübsch irr(e) jäh jung kahl kalt karg keck kess keusch kirre klamm klar klein klug knapp krank krass kraus krumm kurz kühl kühn lahm lang lasch lau laut lauter leck lecker leer leicht leise licht lieb lind link locker los(e) mager matt mau mies mild(e) morsch müde mürb(e) munter nackt nah(e) nass nett neu nieder öd(e) offen plan platt pleite plump prall rank rar rasch rau recht rege reich reif rein roh rüde rund sacht sanft satt sauber sauer schade schal scharf scheel scheu schief schier schlaff schlank schlapp schlau schlecht schlicht schlimm schmal schmuck schnell schnöde schön schofel schräg schrill schroff schütter schwach schwanger schwer schwül schwul seicht selten sicher siech spät spitz spröde stark starr stet steif steil stier still stolz straff stramm streng stumm stumpf stur süß tapfer taub teuer tief toll tot träg(e) traut treu trocken trüb(e) tumb übel viel voll wach wacker wahr warm weh weich weise weit welk welsch wert wild wirr wund wüst zäh zahm zart

### Komposita
Wie bei Substantiven sind auch bei Adjektiven Komposita möglich, etwa dummdreist, nasskalt, süßsauer, taubstumm.

#### Spezifizierende Komposita
Spezifizierende Komposita grenzen die Grundbedeutung ein: himmelblau spezifiziert das Grundadjektiv blau, nämlich: so blau wie der Himmel.

#### Intensivierende Komposita
Besonders interessant für die deutsche und für die englische Sprache sind intensivierende Komposita: So bedeutet mordslustig nicht etwa so lustig wie ein Mord, sondern sehr lustig. Zu diesem Typus von adjektivischen Komposita gehören zahllose idiomatische Intensivierungen wie blutjung, kreuzfidel, spottbillig, sturmfrei, vogelfrei oder stockbesoffen. Englische Beispiele sind dog-tired, stock-still oder stone-deaf. Da intensivierende Elemente in der Sprache immer auch der Abnutzung unterliegen, sind auch Komposita aus drei oder mehr Elementen entstanden: fuchsteufelswild (3), kohlpechrabenschwarz (4), mucksmäuschenstill (3).

#### Wandelbare Komposita
Manche Komposita können sowohl spezifizierend/semantisch als auch intensivierend/idiomatisch auftreten. So gibt es durchaus steinreiche Alpwiesen (spezifizierend/semantisch, Alpwiesen, die reich an Steinen sind) und steinreiche Menschen (intensivierend/idiomatisch, Menschen, die sehr reich sind). Welcher Fall jeweils vorliegt, kann durch eine prädikative Stellung analysiert werden: In Die Alpwiese ist steinreich liegt die Betonung auf stein, während sie in Der Mensch ist steinreich sowohl auf stein als auch auf reich liegt.

### Weitere Bedeutungen in der Wortfamilie

#### Adjektivierung
Eine Adjektivierung ist die Ableitung eines Adjektivs aus einer anderen Wortart: hölzern (zum Substantiv Holz), lächerlich (zum Verb lachen).

#### Adjektiv und adjektivisch
Das von dem hier behandelten Substantiv Adjektiv abgeleitete Adjektiv lautet adjektivisch. Daneben existiert im Deutschen das Adjektiv adjektiv, das mit diesem Begriff nichts zu tun hat, sondern „beigefügt, zum Beifügen geeignet“ bedeutet.

### Orthografie
Im Deutschen werden Adjektive kleingeschrieben.
Ausnahmen von dieser Regel betreffen substantivierte Adjektive (Beispiel: im Trüben fischen) sowie Adjektive, die Bestandteile von Eigennamen (der Alte Fritz), von Titeln und Ehrenbezeichnungen (Königliche Hoheit), von besonderen Kalendertagen (der Erste Mai) oder von fachsprachlichen Bezeichnungen der Zoologie (Schwarze Witwe), der Botanik (Fleißiges Lieschen) oder der Theologie sind (das Jüngste Gericht). In einigen weiteren Sonderfällen kann der Schreibende Adjektive nach eigenem Ermessen groß- oder kleinschreiben (Beispiele: Der Arzt leistet erste/Erste Hilfe. Wir verurteilen die Sanktionen aufs schärfste/Schärfste. Sie versucht es von neuem/Neuem.).
Eine weitere Ausnahme stellen von geografischen Objekten abgeleitete Wörter dar, die auf -er enden und nicht deklinierbar sind (z. B. Elsässer). Diese werden nach der traditionellen und neuen Rechtschreibung mit großem Anfangsbuchstaben geschrieben.
- Beispiel: „Zu schreiben, dass Schweizer Kantonssparkassen größer sind als deutsche Banken, aber der schweizerische Staat kleiner ist als ein Luxemburger Bauernhof, ist nur orthographisch richtig.“

## Das Adjektiv in anderen Sprachen

### Englisch
Auch im Englischen kann das Adjektiv als Attribut zu einem Substantiv treten (He is a clever boy) oder als Teil der Satzaussage, als Prädikatsnomen, stehen (He is clever).
Das Adverb kann den Begriff eines Wortes (eines Verbs (He quickly ran), Adjektivs (He is seriously crazy), Adverbs (He plays very well) oder Substantivs (He is only a beginner)) oder auch eines ganzen Satzes (Perhaps we shall go) näher bestimmen.
Englische Adjektive werden nicht flektiert (nach Fall, Zahl oder Geschlecht gebeugt), können aber gesteigert werden.

### Spanisch
Im Spanischen kongruiert das Adjektiv mit seinem Bezugsnomen, d. h., Genus und Numerus des Adjektivs richten sich nach dem Substantiv.
Anders als im Deutschen, stehen die spanischen Adjektive in der Regel nach dem Substantiv, auf das sie sich beziehen. Es gibt jedoch einige wichtige Ausnahmen, in denen das Adjektiv dem Substantiv vorangestellt werden kann. Es gibt keine eindeutige Regel, welche Adjektive voran- und welche nachgestellt werden müssen, in vielen Fällen ist beides möglich. Die Voranstellung des Adjektivs im Spanischen kann eine stilistische Wirkung haben, dies drückt die besondere Intentionalität und subjektive Betrachtungsweise aus.
In manchen Fällen wird die Stellung des Adjektivs durch das Register bedingt: Der Ausdruck la primera vez „das erste Mal“ gehört der gesprochenen Sprache an, während la vez primera der Schriftsprache zugeordnet wird.
Es sind fünf syntaktische Funktionen (vgl. eingangs) bekannt:
1. Adyacente eines Substantivs – „buen libro grande“ (gutes, großes Buch)
2. Atributo eines Substantivs durch ein Kopulativverb – „Pedro es, está o parece sano“ (Pedro ist/scheint gesund)
3. Complemento predicativo (prädikative Ergänzung) – „la mujer llegó cansada“ (Die Frau kam müde an)
4. Núcleo (Kern) eines sintagma adjetivo (adjektivischen Syntagmas) – „Muy próximo al barrio“ (sehr nahe am Viertel)
5. Núcleo eines sintagma preposicional (propositionalen Syntagmas) – „Lo acusaron por tonto“ (Sie erklärten ihn für dumm)

Die deutsche (und ähnlich die englische) Grammatikschreibung einerseits und die romanische inkl. spanische andererseits unterscheiden sich in der Terminologie bzgl. der ersten und zweiten syntaktischen Funktion. Die erste heißt in der deutschen Grammatikschreibung attributiv, in der spanischen adyacente; die zweite heißt in der deutschen prädikativ, in der spanischen (función) atributiva [sic!].

### Latein
Im Lateinischen kann das Adjektiv gesteigert werden. Es dekliniert nach Genus, Numerus und Kasus und kongruiert in diesen Kategorien mit seinem Bezugsnomen (z. B. Puer magnus est „Der Junge ist groß“). Diese KNG-Kongruenz signalisiert die syntaktische Beziehung zwischen ihnen und erlaubt es, das Adjektiv in der Wortstellung vom zugehörigen Substantiv zu trennen (z. B. magna cum laude „mit großem Lob“). Diese Erscheinung, die auch mit anderen eigentlich zusammengehörigen Satzteilen möglich ist, wird Hyperbaton genannt.

### Japanisch
Das Japanische kennt zwei Formen von Adjektiven:
- Verbal flektierende Adjektive (keiyōshi 形容詞 oder i-keiyōshi), die meist altjapanischen Ursprungs sind und in der Wörterbuchform (finites und adnominales Präsens) auf -i enden. Die Flexion dieser Wortgruppe ähnelt zwar in vielen Punkten denen von Verben (insbesondere bilden diese Tempora, eine Verneinungs- und eine Konverb-Form, aber keinen Imperativ), wobei allerdings die Bildungsweise von der der Verben abweicht.
- Nichtflektierende Nominaladjektive (keiyōdōshi 形容動詞 oder na-keiyōshi), die meist anderssprachigen (vor allem chinesischen oder englischen) Ursprungs sind und nominal mit der Adjektiv-Partikel na (seltener auch no Genitiv), adverbial mit der Partikel ni (Dativ) stehen. Nominaladjektive verhalten sich weitgehend wie Nomina und müssen daher auch wie diese als Prädikat mit einer Kopula wie da oder desu verbalisiert werden.

### Verbreitung in den Sprachen
Die beiden Wortarten Substantiv und Verb sind in den allermeisten Sprachen vorhanden. Aber während alle Sprachen Wörter haben, die Eigenschaften wie ‚groß‘, ‚alt‘, ‚gut‘ bezeichnen, bilden solche Wörter nicht in allen Sprachen eine eigene Wortart. Mehrere Sprachen haben nur eine kleine und geschlossene Klasse von Adjektiven. Das Igbo (Niger-Kongo, Zentralafrika) hat nur die Adjektive ‚groß‘, ‚klein‘, ‚gut‘, ‚schlecht‘, ‚alt‘, ‚neu‘, ‚weiß‘, ‚schwarz‘. Andere Sprachen haben überhaupt keine Adjektive. Im Warrungu (Pama-Nyunga, Australien) werden Eigenschaften durch Substantive (etwa wie ‚Schöner‘ oder ‚Schönheit‘) bezeichnet. Im Wayãpi (Tupi-Guaraní, Französisch-Guyana und Brasilien) und Bororo (Macro-Jê, Brasilien) werden Eigenschaften und Zustände durch stative Verben (etwa wie ‚grünen‘) bezeichnet.